# インダス (スループ)
インダス（HMIS Indus）はインド海軍のスループ。グリムスビー級の大型化版。

## 艦歴
1933年12月8日起工。1934年8月24日進水。1935年3月15日就役。
「インダス」は1942年4月6日に日本軍機による爆撃で失われた。アキャブ港に停泊していた「インダス」は少なくとも2発の直撃弾を受けて転覆沈没したが、乗員に死者はでなかった。